# Chung kết Giải vô địch bóng đá Nam Á 2018
Trận chung kết Giải vô địch bóng đá Nam Á 2018 là trận đấu bóng đá diễn ra vào ngày 12 tháng 9 năm 2018 tại Sân vận động Quốc gia Bangabandhu, Dhaka. Tất cả các trận đấu trong suốt giải đấu, bao gồm cả trận chung kết, đều diễn ra tại sân vận động Quốc gia Bangabandhu, Dhaka. Maldives đã giành chiến thắng 2-1 trước Ấn Độ để giành chức vô địch bóng đá Nam Á lần thứ hai.

## Đường đến trận chung kết
| Đội       | ST | T | H | B | BT | BB | HS | Đ |
| --------- | -- | - | - | - | -- | -- | -- | - |
| Ấn Độ     | 2  | 2 | 0 | 0 | 4  | 0  | +2 | 6 |
| Maldives  | 2  | 0 | 1 | 1 | 0  | 2  | -2 | 1 |
| Sri Lanka | 2  | 0 | 1 | 1 | 0  | 2  | −2 | 1 |

| Team      | ST | T | H | B | BT | BB | HS | Đ |
| --------- | -- | - | - | - | -- | -- | -- | - |
| Ấn Độ     | 2  | 2 | 0 | 0 | 4  | 0  | +2 | 6 |
| Maldives  | 2  | 0 | 1 | 1 | 0  | 2  | –2 | 1 |
| Sri Lanka | 2  | 0 | 1 | 1 | 0  | 2  | −2 | 1 |

## Trận đấu

### Chi tiết
| Maldives                   | 2–1      | Ấn Độ         |
| -------------------------- | -------- | ------------- |
| - Mahudhee 19' - Fasir 66' | Chi tiết | - Passi 90+2' |

| Maldives | Ấn Độ |

| GK               | 22 | Mohamed Faisal         |         |     |
| RB               | 4  | Hussain Sifaau         |         |     |
| CB               | 2  | Ali Samooh             |         |     |
| CB               | 13 | Akram Abdul Ghanee (c) |         | 39' |
| LB               | 25 | Mohamed Samdhooh       |         |     |
| DM               | 23 | Hussain Nihan          |         |     |
| DM               | 20 | Ibrahim Waheed Hassan  |         |     |
| RW               | 7  | Ali Fasir              | 66' 67' |     |
| AM               | 17 | Ibrahim Mahudhee       | 19'     |     |
| LW               | 10 | Hamza Mohamed          |         | 88' |
| CF               | 11 | Hassan Niaz            |         | 79' |
| Cầu thủ dự bị:   |    |                        |         |     |
| DF               | 3  | Ahmed Numaan           |         | 39' |
| MF               | 6  | Mohamed Arif           |         | 88' |
| FW               | 9  | Asadhulla Abdulla      |         | 79' |
| Huấn luyện viên: |    |                        |         |     |
| Petar Segrt      |    |                        |         |     |

| GK                  | 1  | Vishal Kaith       |       |     |
| RB                  | 5  | Davinder Singh     |       | 45' |
| CB                  | 2  | Salam Ranjan Singh |       |     |
| CB                  | 12 | Sarthak Golui      |       |     |
| LB                  | 3  | Subhasish Bose (c) | 45+1' |     |
| RM                  | 22 | Nikhil Poojari     |       |     |
| CM                  | 14 | Vinit Rai          |       |     |
| CM                  | 7  | Anirudh Thapa      |       | 73' |
| LM                  | 19 | Ashique Kuruniyan  |       |     |
| CF                  | 15 | Farukh Choudhary   |       | 68' |
| CF                  | 9  | Manvir Singh       |       |     |
| Cầu thủ dự bị:      |    |                    |       |     |
| MF                  | 8  | Germanpreet Singh  |       | 45' |
| MF                  | 11 | Hitesh Sharma      |       | 73' |
| FW                  | 10 | Sumeet Passi       | 90+2' | 68' |
| Huấn luyện viên:    |    |                    |       |     |
| Stephen Constantine |    |                    |       |     |

| Trợ lý Trọng tài: Hossein Ziari (Iran) Apichit Nophuan (Thái Lan) Fourth official: Siwakorn Phu-udom (Thái Lan) | Luật trận đấu: - 90 phút thi đấu chính thức - 30 phút hiệp phụ nếu tỉ số hoà sau thời gian thi đấu chính thức. - Loạt sút luân lưu nếu tỉ số vẫn hoà sau 30 phút hiệp phụ. - Mỗi đội có 12 cầu thủ dự bị |